# Sabbia (film)
Sabbia (Sand) è un film del 1949 diretto da Louis King.
È un film western statunitense con Mark Stevens, Coleen Gray e Rory Calhoun. È basato sul romanzo del 1929 Sand di Will James. Ottenne una nomination ai premi Oscar per la migliore fotografia (Charles G. Clarke).

## Produzione
Il film, diretto da Louis King su una sceneggiatura di Martin Berkeley, Jerome Cady e Jo Graham (quest'ultimo non accreditato), fu prodotto da Robert Bassler per la Twentieth Century Fox e girato nelle Alabama Hills a Lone Pine; nei pressi di Big Bear Lake (Big Bear Valley), e a Lake Arrowhead, nella San Bernardino National Forest; a Durango e a Molas Lake, Silverton, Colorado.

## Distribuzione
Il film fu distribuito con il titolo Sand negli Stati Uniti dal 4 agosto 1949 al cinema dalla Twentieth Century Fox. È stato distribuito anche con il titolo Will James' Sand.
Altre distribuzioni:
- in Svezia il 27 agosto 1949 (Vildmarken lockar)
- in Brasile (Gritos na Serra)
- in Italia (Sabbia)